# 덕이고등학교
덕이고등학교(德耳高等學校)는 대한민국 경기도 고양시 일산서구 덕이동에 있는 공립 고등학교이다.

## 학교 연혁
- 2010년 2월 27일 : 설립인가(36학급, 특수 1학급)
- 2012년 3월 1일 : 초대 김현숙 교장 취임
- 2012년 3월 2일 : 제1회 입학식(12학급 415명 입학)
- 2015년 2월 12일 : 제1회 졸업식(390명 졸업)
- 2020년 1월 31일 : 제6회 졸업식(323명 졸업, 누계 2,183명)
- 2021년 3월 1일 : 제3대 이문성 교장 취임
- 2024년 3월 4일 : 제13회 입학식 (11학급 282명 입학)

## 참고 자료
- 덕이고등학교 - 한국교육학술정보원 학교알리미